# Hypexilis longipennis
Hypexilis longipennis är en skalbaggsart som beskrevs av Linsley 1935. Hypexilis longipennis ingår i släktet Hypexilis och familjen långhorningar. Inga underarter finns listade i Catalogue of Life.